# Schlacht am Asowschen Meer

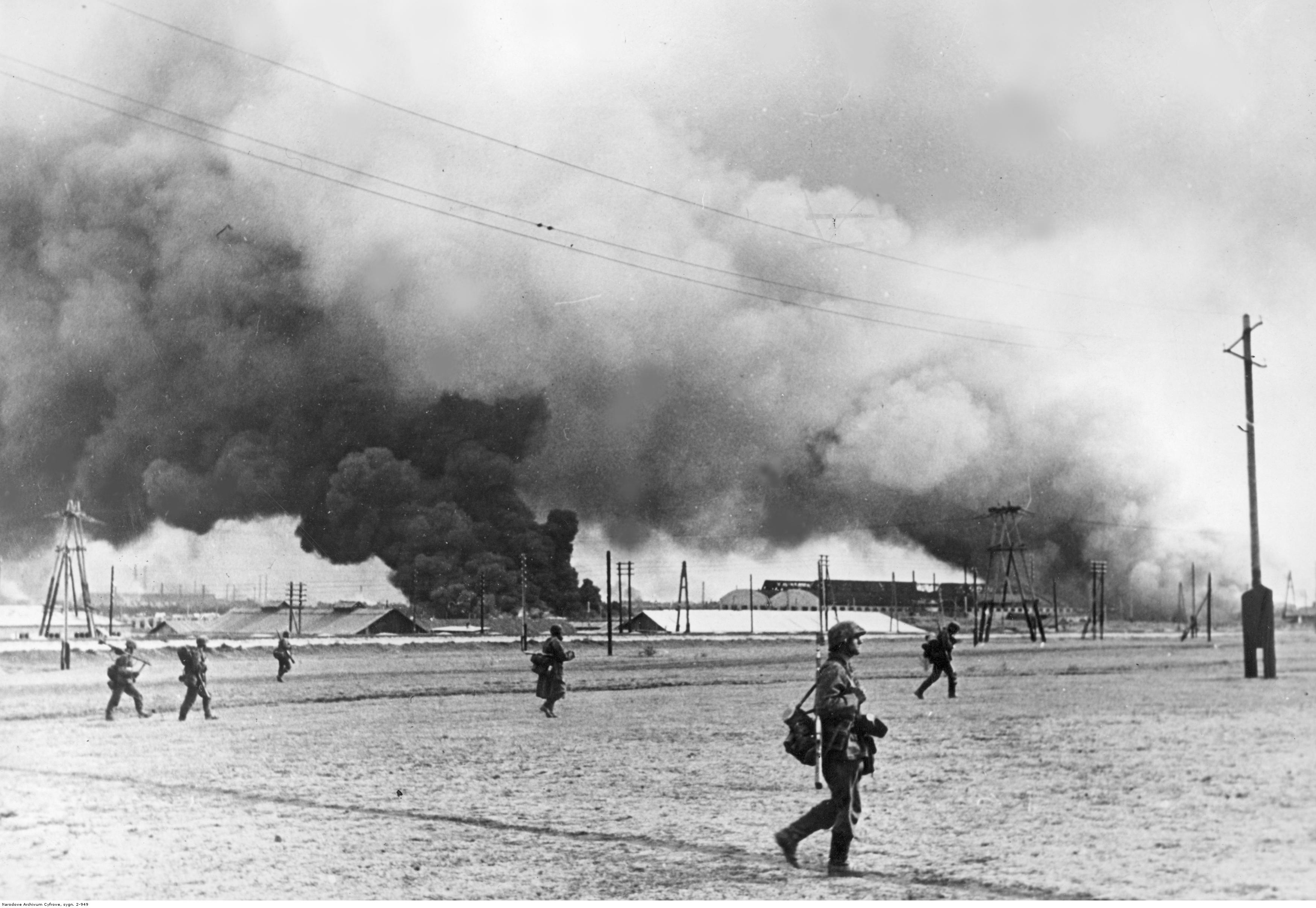
Soldaten der Leibstandarte SS Adolf Hitler im brennenden Taganrog

Die Schlacht am Asowschen Meer (russisch Донбасско-Ростовская стратегическая оборонительная операция) vom 26. September bis zum 11. Oktober 1941 war eine Schlacht zwischen der deutschen Wehrmacht und der Roten Armee im Zweiten Weltkrieg.

## Hintergrund
Anfang September 1941 hatten die 11. Armee der Wehrmacht (unter Eugen von Schobert, ab dem 12. September Erich von Manstein) und die rumänische 3. Armee den unteren Dnepr bei Berislaw überschritten und zurückgehenden sowjetische Truppen verfolgt. Damit war in südöstlicher Richtung der Zugang zur Krim in Reichweite. Weiter östlich sollte das Industrie- und Verkehrszentrum Rostow am Don erreicht werden. Für das zweite Ziel bestand kein direkter Anschluss zur Panzergruppe 1 (unter Ewald von Kleist; am 6. Oktober in 1. Panzerarmee umbenannt), die weiter nördlich stand. Aufgrund herangeführter sowjetischer Verstärkungen wurde die Verfolgung  am 21. September eingestellt.

## Verlauf
Am 26. September starteten die sowjetische 9. und 18. Armee mit insgesamt zwölf Divisionen einen Angriff gegen die östliche Flanke der deutschen 11. Armee, die mit ihren Hauptkräften in Richtung Süden auf die Landenge von Perekop zu marschierte. Die sowjetischen Truppen trafen dort auf das XXX. Armeekorps (22. und 72. Infanterie-Division) und der rumänischen 3. Armee (1., 2. und 4. Gebirgs-Brigade, verstärkt durch die deutsche 170. Infanterie-Division) zusammen, während ein weiteres Korps am Zugang zur Krim stand (LIV. Armeekorps). Nach einem 15 km breiten Durchbruch bei der rumänischen 3. Armee wurde das in Richtung Krim marschierende XXXXIX. Gebirgskorps (1. und 4. Gebirgs-Division) umgruppiert, um die bedrohte Ostflanke zu verstärken. Bis zum 29. September spitzte sich die Lage aus deutscher Sicht weiter zu. Erst ein Gegenangriff des eingetroffenen Gebirgskorps in Verbund mit der SS-Brigade „Leibstandarte SS Adolf Hitler“ verhinderte ein Vordringen der sowjetischen Truppen in den Rücken der 11. Armee.
In den folgenden Tagen verstärkten die beiden sowjetischen Armeen noch einmal den Druck, insbesondere auf das XXX. Armeekorps. Gleichzeitig hatte sich weitgehend unbemerkt von der Roten Armee an deren Nordflanke die Panzergruppe 1 angriffsbereit gemacht. Sie ging am 1. Oktober gemeinsam mit dem XXX. Armeekorps und der rumänischen 3. Armee zum Gegenangriff über. Das XIV. Armeekorps (mot.) unter General Gustav von Wietersheim schloss aus dieser Lage heraus am 9. Oktober durch einen Vorstoß von Nordosten und Osten einen Kessel. Die unterstellte 16. Panzerdivision hielt bei Andrejewka, die 60. Infanterie-Division (mot.) bei Semenowka und die SS-Division „Wiking“ (III. A.K. mot.) im Raum östlich von Mermentschik. Bis zum 11. Oktober wurde die Masse der sowjetischen Armeen im Raum Bolschoi Tokmak–Mariupol–Berdjansk eingekreist oder in überholender Verfolgung geschlagen.

## Folgen
Diese Schlacht war für die Wehrmacht ein großer operativer Erfolg, der durch die Zusammenarbeit zweier Großverbände (Teile der 11. Armee und Panzergruppe 1) ermöglicht wurde. In der Folge entstand eine neue Kräftegruppierung am Südflügel der Ostfront, die die weiteren Operationen vorgeben sollte. Statt des bisherigen Doppelauftrags sollte die 11. Armee nun nur die Krim-Halbinsel erobern. Dazu wurde die Armee verkleinert und bestand aus nur noch zwei Korps mit je drei Divisionen sowie der rumänischen 3. Armee. Das weitere Vorgehen auf Rostow sollte die Panzergruppe 1 übernehmen, die zu diesem Zweck das XXXXIX. Gebirgs-Korps und die SS-Brigade „Leibstandarte SS Adolf Hitler“ als Verstärkung erhielt.
Die Wehrmacht hatte einen Verlust von 12.421 Soldaten, davon wurden 2.456 getötet, 266 vermisst und 9.699 verwundet. Die Rote Armee verlor 150.000 Soldaten, davon gerieten 106.332 in Gefangenschaft, ferner zerstörten oder erbeuteten die Deutschen und Rumänen 212 Panzer und 772 Geschütze.